# Pal Engjëlli

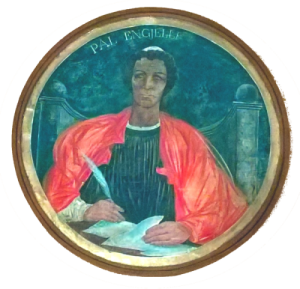
Pal Engjëll im Skanderbeg-Museum in Kruja

Pal I. Engjëll (italienisch Paolo Angelo, lateinisch Paulus Angelus; * Drisht 1416; † vor dem 24. März 1469) war Archidiakon von Durrës (1457–1460), Erzbischof von Durrës (1460–1469), päpstlicher Legat in Albanien und Gjergj Kastriotis Berater und Botschafter (1464–1468) in Rom, in Mailand, Neapel und in Venedig.

## Herkunft
Die Herkunft der Engjëlli (Pl. von Ëngjëll) ist unklar. Die Familie gehörte wohl dem Patriziat von Drisht an, was aus einem venezianischen Dokument aus dem Jahr 1455 hervorgeht als Andrea I. Ëngjëll (Vater von Pal I.) als „miser“ bezeichnet wurde. Allerdings gibt es kein im Archiv von Venedig aufbewahrtes Dokument über Drisht, das bestätigt, dass sie wie andere albanische Familien einen eigenen Staat besessen haben, was die Nachkommen der Ëngjëlli in der Mitte des 16. Jahrhunderts allerdings behaupteten.

## Leben
Pal I. Engjëll, Sohn von Andrea I. und Dona Thia (Dorothea), wird als harter, gebildeter und ehrgeiziger Mann beschrieben. Über seine Kindheit und Jugend ist nur wenig bekannt. Nach dem katholischen Priester und Geschichtsschreiber Marinus Barletius stammte er aus Drisht, nach dem italienischen Kirchenhistoriker Daniele Farlati soll er seine Jugend in Konstantinopel verbracht und sich nach der Einnahme der Stadt durch die Osmanen (1453) nach Epirus zurückgezogen haben, Behauptung, die sich laut dem Schweizer Osteuropa-Historiker Oliver Jens Schmitt „nicht überprüfen lässt“.

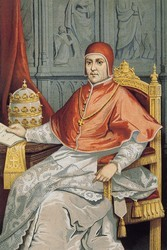
Papst Calixt III.

Pal I. Engjëll wird erstmals im April 1456 erwähnt, als er als Presbyter von Drisht den unierten Erzbischof der Krajina (historisch-geografische Region Kroatiens) nach Rom begleitete.
Nach dem byzantinischen Historiker und Albanologen Giuseppe Valentini wurde Pal I. Engjëll während der Organisation der Kreuzzüge von Papst Calixt III. (1455–1458) am 17. April 1456 mit der Sammlung von Hilfsgütern für die Kreuzfahrer in Albanien, Dalmatien und Serbien beauftragt und am 17. November 1457 wurde das von ihm und mit Hilfe anderen gesammelte Geld Skanderbeg überreicht. 1457 erscheint Pal I. als Archidiakon von Durrës. Von Papst Pius II. (1458–1464) erhielt Pal I. Engjëll den Titel „iudex Illyrice regionis“ (Richter des illyrischen Landes) und nannte sich in seinen Urkunden „Paulus Angelus miseratione diuina archiepiscopus Dyrrhachiensis et illirice ac conservator“ (Paul Angelo, von Gottes Gnaden, Erzbischof von Durrës und illyrischer Konservator).

### Konzil von Mantua

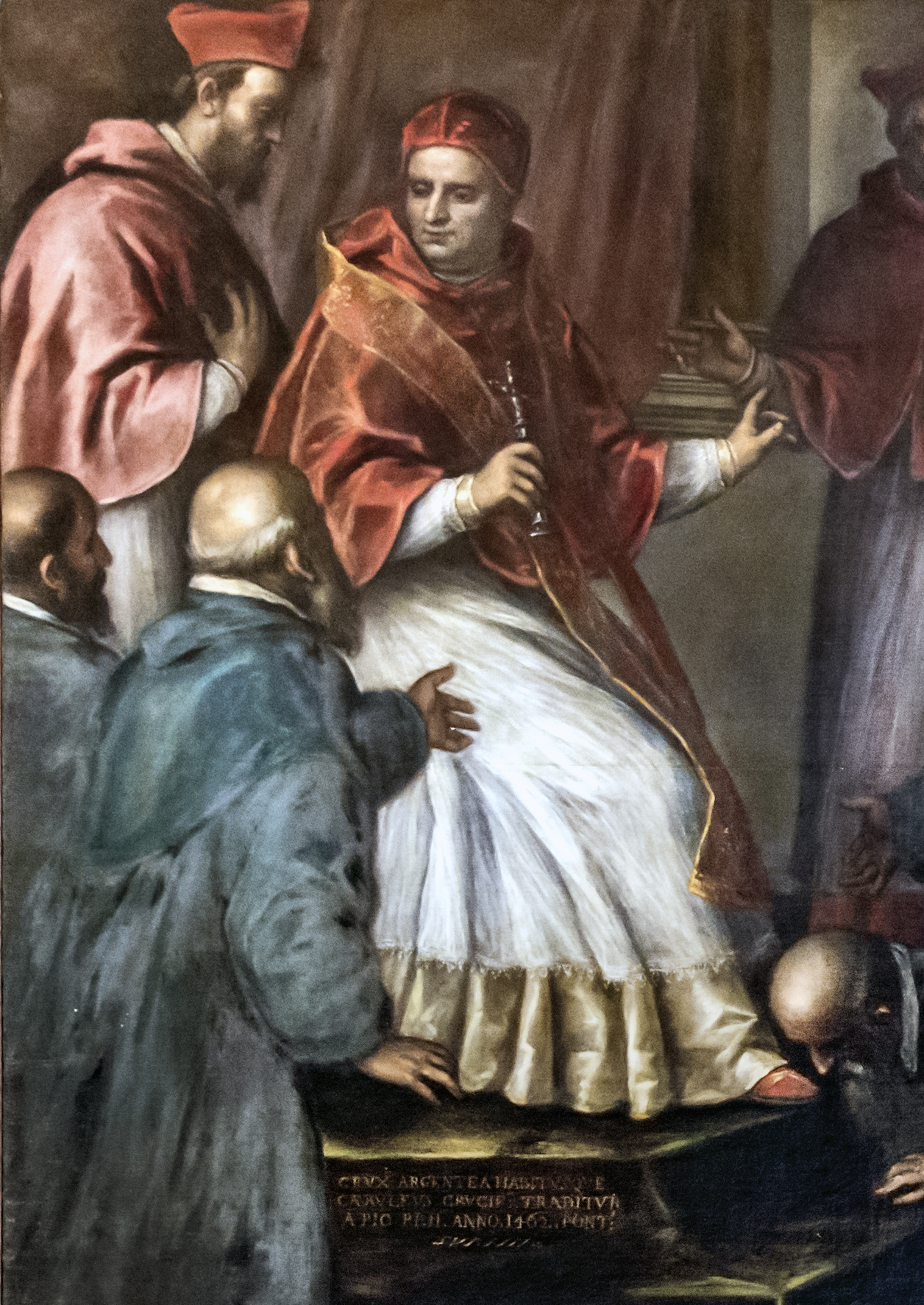
Papst Pius II. Ölgemälde auf Leinwand von Jacopo Palma der Jüngere in der Kirche Santa Maria Assunta in Cannaregio, Venedig (zwischen 1620 und 1625)

Das Konzil von Mantua wurde am 1. Juni 1459 von Papst Pius II. einberufen, um einen Feldzug gegen die Osmanen zu organisieren, die 1453 Konstantinopel erobert hatten. Sein Appell richtete sich an die europäischen Herrscher, nicht länger gegeneinander zu kämpfen, sondern sich gegen den gemeinsamen Feind der Christenheit zu vereinen. Von allen christlichen Königen und Fürsten, die er wiederholt und eindringlich eingeladen hatte, war nicht einer erschienen und hatten es auch nicht für nötig gehalten, mit Vollmachten versehene Gesandtschaften zu entsenden, so dass das Konzil wegen mangelnder Teilnahme vorübergehend ausgesetzt werden musste.
Am 14. Januar 1460, am Ende des Konzils von Mantua, proklamierte Papst Pius II. mit der Bulle „Ecclesiam Christi“ einen dreijährigen Heiligen Krieg gegen die Osmanen an dessen Spitze Skanderbeg treten sollte. Zusammen mit Pius II. schmiedete Pal I. einen Kreuzzugsplan, der letztendlich am Tod des Papstes († 14. August 1464) scheitern sollte.
Keiner der abendländischen Fürsten hatte es versäumt, seine Bereitschaft zum Kreuzzug zu verkünden, aber keiner von ihnen hatte dann auch wirklich gehandelt, da sie mit ihren eigenen Problemen konfrontiert waren: Herzog Philipp III. von Burgund empfand den französischen König Ludwig XI. als Bedrohung. Der neapolitanische König Ferdinand I. war gerade erst mit Skanderbegs Hilfe als Sieger aus den jahrelangen Kämpfen um den Thron hervorgegangen und daher politisch noch immer geschwächt. Die Republik Florenz war den Osmanen zugeneigt, weil sie Venedig, Handelsmacht der Levante, verdrängen wollte und die Republik Venedig vermied es, sich zu sehr an den Papst und seinen Kreuzzug zu binden und hoffte vielmehr, das Unternehmen zum eigenen Vorteil nutzen zu können. Francesco Sforza, Herzog von Mailand, beteiligte sich nur zögernd an dem päpstlichen Unternehmen. Grund dafür war die unsichere Lage in Italien, insbesondere im Hinblick auf den venezianischen Rivalen.

### Erzbischof

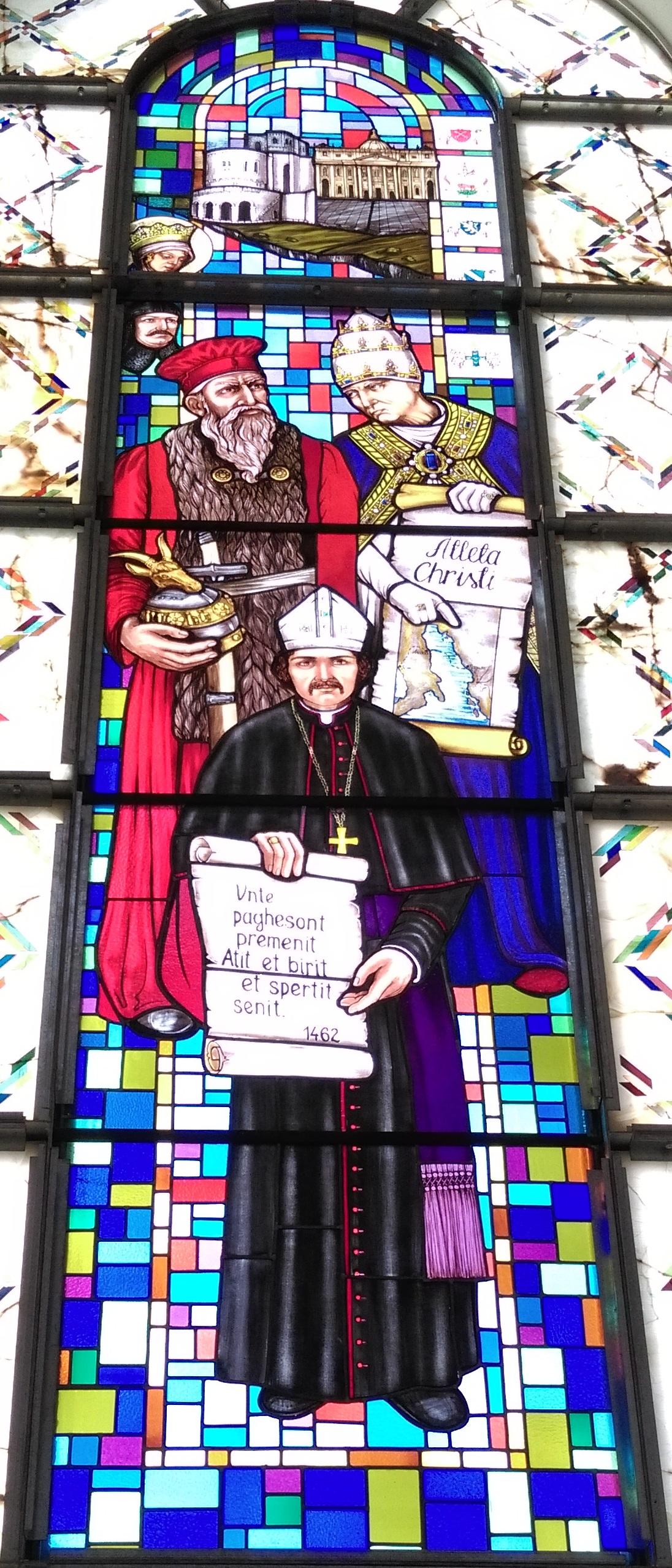
Buntglasdarstellung von Papst Callixtus III, Skanderbeg und Pal Engjëlli (im schwarzen Gewand) in der Mutter-Teresa-Kathedrale in Prishtina

Am 19. März 1460 wurde Pal I. Engjëll („baccalaureus in decretorum“) zum 31. Erzbischof von Durrës und der illyrischen Region („archiepiscopum Dyrrhachiensem et Illyricae regionis“) und damit zum Oberhaupt der katholischen Kirche in Mittelalbanien ernannt. Am 2. April 1460 stiftete der Erzbischof der Kirche von Durrës 50 Gulden und einige Tage später dem Kloster des Hl. Johannes von Stivalio (heute Shtoj) in der Diözese von Drisht 60 Gulden.
Als Pal I. Engjëll sein Amt im venezianischen Durrës antrat, hatte die Stadt mit ihrem wichtigen Hafen ihren antiken Glanz verloren, galt aber als einziger Zufluchtsort von Albanien, da die osmanische Front immer näher rückte. Aus einer Petition des Dominikaners Blasio de Litio (ein Vertrauter Skanderbegs) an Papst Pius II. vom 4. August 1459 geht hervor, dass das unmittelbare Hinterland von Durrës durch die jahrelangen Plünderungen der Osmanen erschöpft war; die Kirche und ihre Vertreter waren die Hauptleidtragenden und die Klöster und Gotteshäuser waren dem Verfall preisgegeben. Es fehlte an Priestern und der Glaube war vom Untergang bedroht. Skanderbeg und Lekë Dukagjini waren erbitterte Feinde und das politisch zersplitterte Albanien war den Osmanen nahezu schutzlos ausgeliefert.
Wenige Tage nach der bereits erwähnten Petition des Dominikaners Blasio de Litio wurde dieser von Pius II. mit der Reorganisation des Ordens beauftragt, deren Ausgangspunkt Durrës sein sollte. Mit zwei oder drei weiteren Ordensbrüdern sollte er in Albanien bis zum Schwarzen Drin im Osten, in Raszien und Serbien im Norden (nicht aber in Venedig) und in anderen an die Osmanen grenzenden Ländern den dort lebenden Gläubigen tatkräftige Hilfe leisten, den Kreuzzug predigen, den Abtrünnigen und Überläufern zu den Osmanen schwere Strafen androhen und den auch unter Christen weit verbreiteten Aberglauben ausrotten.

### Kirchensynode und Constitutiones
Als der Erzbischof von Durrës Pal I. Engjëll bei einer apostolischen Visitation in der Diözese Lisiensis im Kreis Mat feststellte, dass die Bemühungen der Dominikaner kaum Früchte getragen hatten und das kriegszerstörte Land einer grundlegenden Reform bedurfte, berief er im Spätherbst des Jahres 1462 in der Dreifaltigkeitskirche von Stellushi bei Burrel im Kreis Mat eine Kirchensynode ein. Anwesend waren neben dem Bischof von Lisiensis Andreas, die Äbte, Rektoren, Funktionäre und alle Priester.
Im Jahr 1915 entdeckte der rumänische Historiker Nicolae Iorga ein Manuskript aus dem 16. Jahrhundert, das in der Biblioteca Medicea Laurenziana in Florenz aufbewahrt wird und aus dem hervorgeht, dass Pal I. Engjëll am 8. November 1462 die „Constitutiones“ verfasst hat. Mit allen Mitteln bemühte sich Pal I. um die Rückführung der Bevölkerung in den Schoß der katholischen Kirche und durch die Verhängung von Geldstrafen (5 bis 20 Hyperpyron) die kirchliche Ordnung zu sichern.
Alle Beschlüsse der Synode zielten darauf ab, das kirchliche Leben in einer Zeit großer Not in geordnete Bahnen zu lenken. So war z. B. die Taufe sterbender Kinder in Privathäusern zumindest in der albanischen Umgangssprache zulässig: „unte paghesont premenit atit et birit et spertit semt“, die erste nachgewiesene Schrift in Albanisch.
In diesem Sinne erließ der Erzbischof im November 1464 im Benediktinerkloster St. Theodor „de Elohiero“ bei Durrës die Statuten des Domkapitels von Drisht.

### Berater und Gesandter Skanderbegs

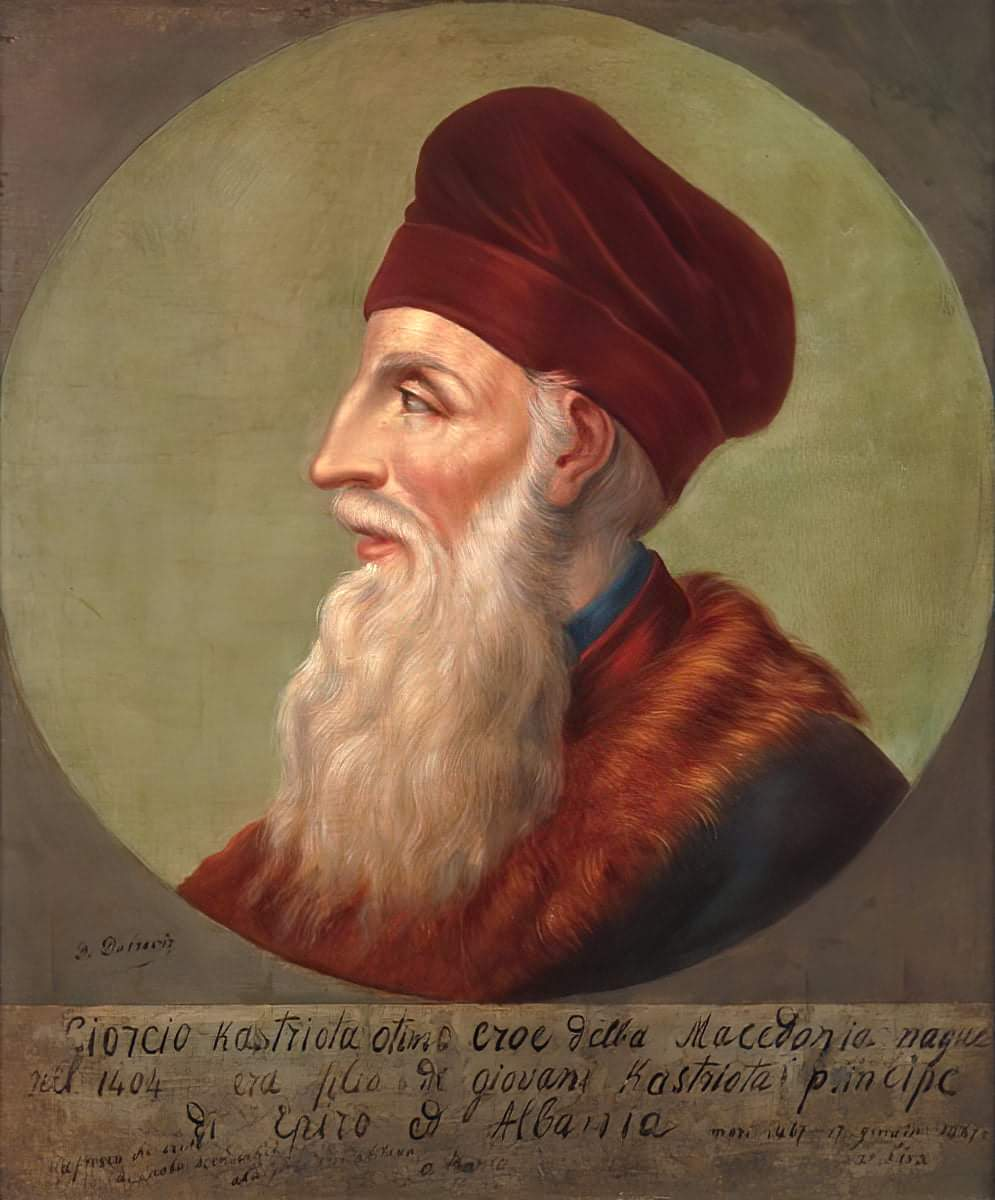
Porträt von Skanderbeg, Dimityr Dobrowitsch in der bulgarischen Nationalgalerie (1870)

Pal I. war laut Oliver Jens Schmitt von der antiken Vergangenheit der Hafenstadt Durrës beeindruckt, hatte neben Latein auch Griechisch gelernt, die antiken Klassiker gelesen, stand in engem Kontakt zum italienischen Renaissance-Humanismus und war eine angesehene Persönlichkeit der römischen Kurie. Bei seinen Landsleuten genoss er höchstes Ansehen und galt als wahres Orakel. Pal I. Engjëll, der ab 1464 Berater und Gesandter Skanderbegs war und von diesem den italienischen Fürsten empfohlen wurde, hatte auch klare Vorstellungen vom Kampf gegen die Osmanen. Dafür wandte er sich der Befestigung der Hafenstadt Durrës zu und bot dem venezianischen Bailo von Durrës 8.000 Arbeiter an.
Wie Pals Vorgänger Georgius Pelino († nach 20. Oktober 1463), der Abt der Abtei der Heiligen Maria von Ratac, begab er sich nach Ragusa, an die Höfe von Mailand und Neapel und war als Vermittler zwischen seinem Auftraggeber und der Republik Venedig tätig.
Als „intimer Berater und Botschafter“ Skanderbegs begab sich Pal I. Engjëll mit Alessio Albanese Anfang Juni 1464 an den Hof von Francesco Sforza, um diesen um Hilfe für den Krieg gegen die Osmanen zu bitten. Der Herzog konnte aber außer aufmunternden Worten nur mit einigen Höflichkeitsgeschenken, wie „drei  Panzerhemde für seinen Herrn (Skanderbeg)“ beitragen.

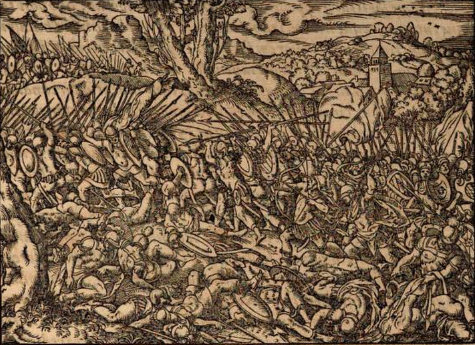
Holzschnitt mit Darstellung der Schlacht Ohrid (1464) von Jost Amman (1587)

Die Venezianer hatten volles Vertrauen zum Erzbischof von Durrës und sahen in ihm den Mann der Versöhnung mit Skanderbeg. Einem Bericht des venezianischen Generalgouverneurs in Albanien, Gabriele Trevisan, an den venezianischen Senat vom 25. Juli 1465 ist zu entnehmen, dass Pal I. weder Mühen noch Kosten scheute, da er zu diesem Zeitpunkt bereits mehrere zehntausend Dukaten ausgegeben haben soll. Durch seinen Einsatz im Kampf gegen die Osmanen hatte er Skanderbeg zum erneuten Übertritt ins christliche Lager, zur Bindung an die venezianische Signoria (20. August 1463) und zur Wiederaufnahme des Krieges gegen die Osmanen (Schlacht von Vaikal im April 1465, Schlacht von Ohrid am 14.–15. September 1464, Schlacht von Meçad im Juni 1465) bewogen, mit denen er am 27. April 1463 Frieden geschlossen hatte.

### Osmanische Invasion
Zu Beginn des Jahres 1466 wurde in den europäischen Staaten bekannt, dass Sultan Mehmed II., der Eroberer, gewaltige Vorkehrungen zu Wasser und zu Lande traf, die auf ein groß angelegtes Unternehmen hindeuteten. So fragten sich die europäischen Staaten, wo die Osmanen im Sommer zuschlagen würden: „Die einen meinten Albanien, die anderen Negroponte und wieder andere Belgrad, […] Bosnien oder Ungarn.“
Skanderbeg wurde vom osmanischen Großwesir Mahmud Pascha darüber informiert, dass Mehmed II. ihn bis Mitte April persönlich in seinem Land aufsuchen werde; Ziel der Osmanen war es, den Rebellen Skanderbeg endgültig in die Knie zu zwingen.

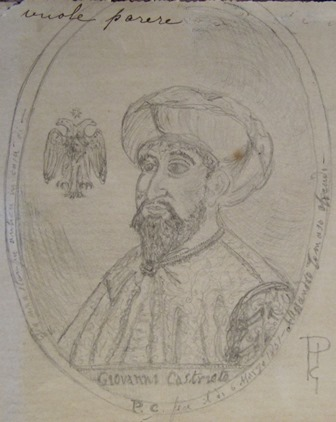
Gjon II. Kastrioti von Pietro Cavoti (1851)

Im osmanischen Sofia war gegen Ende des Winters ein Heer unter dem Kommando von Mehmed II. zusammengezogen worden, das von dort über Skopje, wo sich weitere Einheiten anschlossen und dann über Monastir plündernd und brandschatzend nach Westen zog. Der Vormarsch der Osmanen traf die ausgedehnten Besitztümer des Erzbistums Durrës mit besonderer Wut und Pal I. Engjëll sah viele seiner Güter in Flammen aufgehen. Was er nach Durazzo retten konnte, beschlagnahmten die unter Druck geratenen venezianischen Behörden, gaben es ihm aber nach dem Krieg wieder zurück.
Befürchtungen, dass die Osmanen im Sommer gegen das venezianische Albanien ziehen könnten, wurden Anfang Februar in Venedig laut. Im März 1466 beschloss der venezianische Senat, der vom „misser lo arcivescovo de Durazzo“ (Herr Erzbischof von Durrës) über alles informiert worden war, Skanderbeg jede erdenkliche Hilfe in Form von Soldaten und Geld zukommen zu lassen.
Im April 1466 hielt sich Pal I. Engjëll als Gesandter Skanderbegs in Venedig auf, um dessen Forderungen vorzubringen, ihm den Oberbefehl über die venezianischen Truppen in Albanien zu übertragen und seinen Sohn Gjon II. zu seinem Untergebenen zu machen, was akzeptiert wurde.
Am 12. April war Mehmed II. nur noch sechs Meilen von den Grenzen Skanderbegs entfernt, wie dieser in einem Brief nach Venedig berichtete und Mitte Juni wusste Venedig mit absoluter Sicherheit, dass Albanien angegriffen werde und der Sultan dort eingetroffen war. Ende Mai erreichte Rom die Nachricht, dass die Osmanen mit 30.000 Mann auf dem Vormarsch seien.

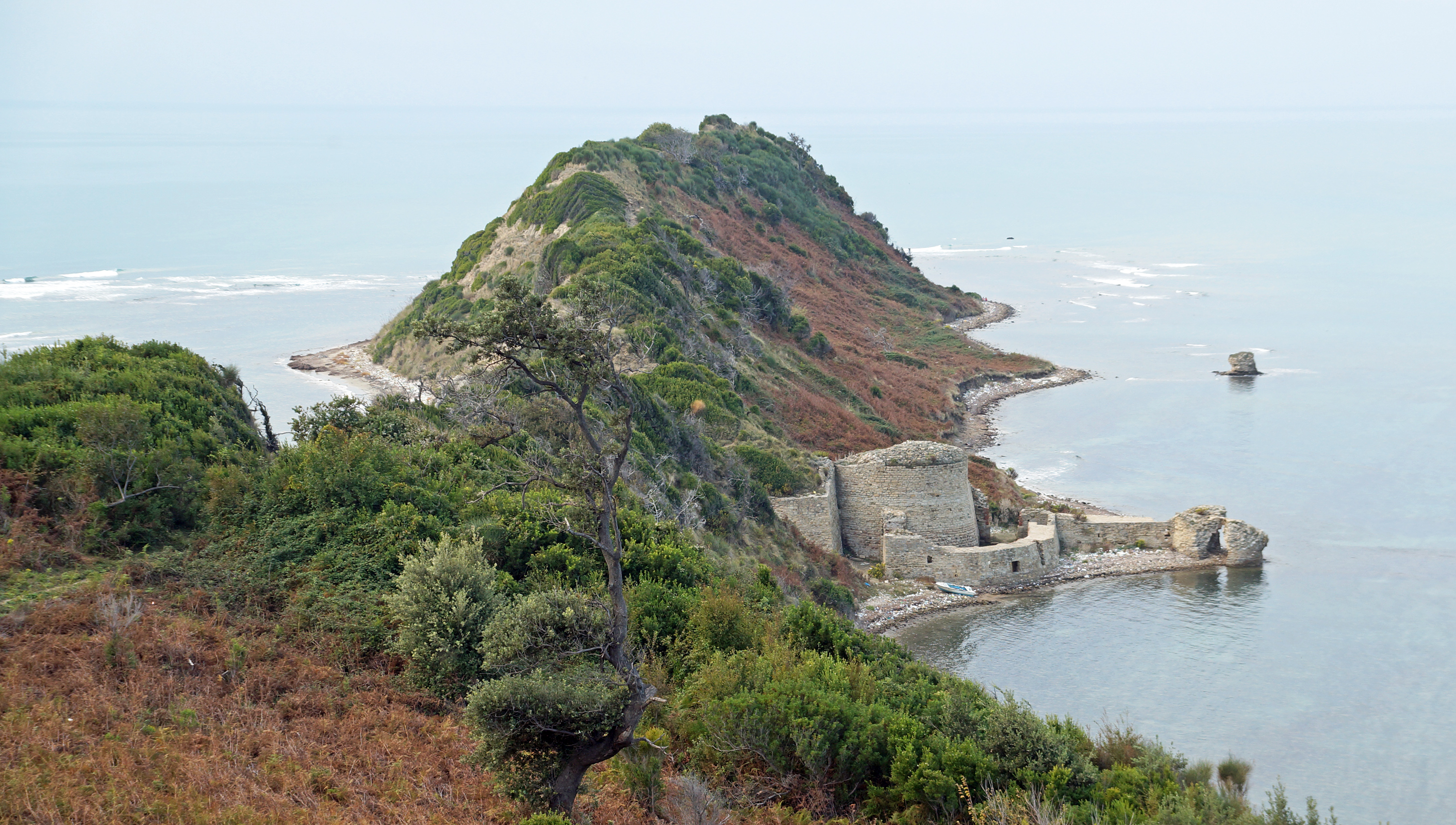
Kap Rodoni mit den Überresten der mittelalterlichen Festung Skanderbegs

Als Mehmed II. mit der Hauptstreitmacht vor der Stadt Kruja eintraf, begann die Belagerung der Festung von Kruja, die jedoch nur geringe Fortschritte zu verzeichnen hatte. Die Stärke der Mauern und der Kampfesmut der venezianisch-neapolitanisch-albanischen Besatzung (1.800 Mann) hielten allen Angriffen stand, zumal Skanderbeg, der bei Kap Rodoni ein befestigtes Lager bezogen hatte, die Belagerer Tag und Nacht im Rücken beunruhigte.
Kurz nach Ausbruch der Kämpfe schickte Skanderbeg seine Familie, vor allem seinen Sohn Gjon II., seine Frau Andronika und seine Schwester Mamica (Witwe von Muzaka Thopia), sowie seine bewegliche Habe ins Königreich Neapel. Ihm selbst und seiner Familie war bereits im Herbst 1463 von Venedig auf den Inseln Hvar und Korčula und im April 1466 von Ragusa auf der Insel Mljet Asyl gewährt worden.
Anfang Juni musste Mehmed II. erkennen, dass er die Festung von Kruja nicht einnehmen konnte; zudem machte sich der Mangel an Nahrungsmitteln in dem zerstörten Land bemerkbar, so dass bereits am 2. Juni in Brindisi Gerüchte kursierten, er plane den Rückzug. Kurze Zeit danach übergab der Sultan mit dem Geheiß „nicht eher von der Stelle zu weichen, als bis er die Festung entweder mit Waffengewalt oder durch Aushungerung zur Übergabe gezwungen habe“  dem albanischstämmigen osmanischen Militäroffizier und Sandschakbey von Ohrid, Balaban Pascha, das Kommando und zog wütend nach Süden, wobei er in der Landschaft Cedhin 8.000 Männer, Frauen und Kinder tötete. Die Belagerung von Kruja endete im Frühjahr 1467, als Balaban durch einen Pfeilschuss in die Kehle schwer verwundet wurde und noch am Tage der Schlacht (22. April 1467) starb.

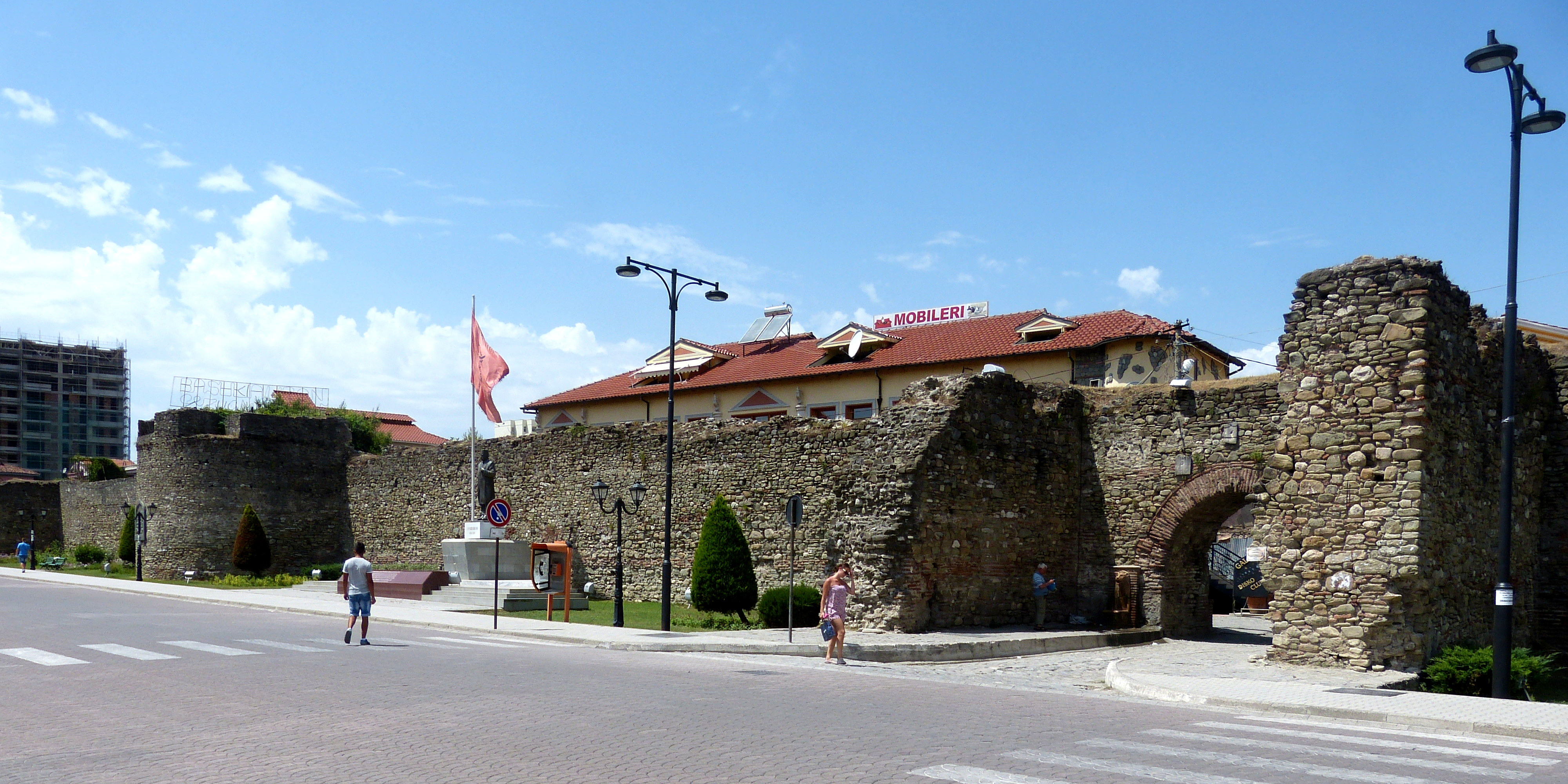
Die Überreste der mittelalterlichen Festung von Elbasan

In der Zwischenzeit hatte Mehmed II. in der Ruinenstadt Valmi (auch Valma, Valme) in nur 30 Tagen eine gewaltige Festung errichten lassen, die er Elbasan nannte, was auf Türkisch „starke Festung“ bedeutet. Von diesem Stützpunkt aus, der als Versorgungszentrum gedacht war, sollte das noch christliche Mittel- und Nordalbanien angegriffen werden. Die Gefahr, die von Elbasan ausging, war Skanderbeg sehr wohl bewusst, sodass er Pal I. Engjëll im August 1466 beauftragte, den venezianischen Senat darauf aufmerksam zu machen.
Weitere Nachrichten über die Aktivitäten des Erzbischofs wurden bekannt, als er am 26. Oktober 1467 zusammen mit Skanderbegs Sohn Gjon II. vor dem venezianischen Senat erschien, um die Versorgung Krujas und Hilfe bei der Befestigung der Burg Rodoni, in der sich Skanderbeg verschanzt hatte, zu erbitten. Die Senatoren vertrösteten die beiden Bittsteller mit dem Hinweis auf die Jahreszeit.
Die folgenden Monate verbrachte Pal I. Engjëll in Venedig, wo ihn die Nachricht von Skanderbegs Tod (17. Januar 1468) erreichte.

### Nach Skanderbegs Tod

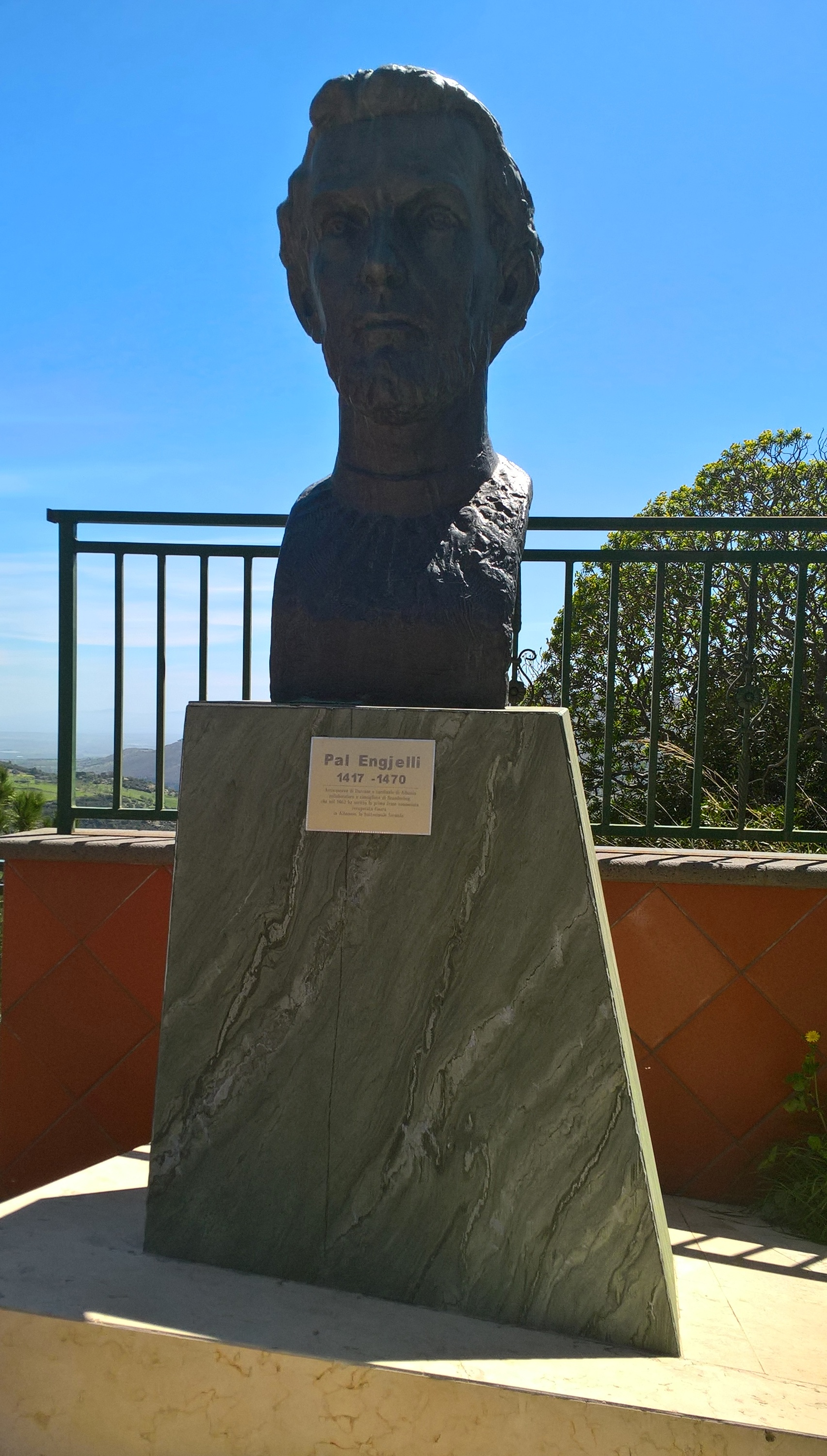
Denkmal für Pal I. Engjëll in dem von Arbëreshë gegründeten Ort Civita, Provinz Cosenza

Die Nachricht von Skanderbegs Tod erreichte Venedig vor dem 13. Februar 1468 (nach dem venezianischen Kalender am 13. Februar 1467), als sich ganz Albanien in großer Aufruhr und Angst befand. Der Senat betrachtete den Erzbischof von Durrës als eine sehr umsichtige Person, die uns und unserem Staat treu ergeben ist und sollte, wenn möglich schon am nächsten Tag nach Albanien zurückkehren, um seinen Einfluss auf Skanderbegs Witwe, seinen Sohn, seine Gefolgsleute und Untertanen geltend zu machen und zu versuchen, etwas Ordnung in das Durcheinander zu bringen. Der Senat bewilligte dem Erzbischof zirka 220 Dukaten, die ihm die Republik schuldig zu sein schien und beschloss, ihn mit der Zusicherung einer guten Belohnung auf die Reise zu schicken. Sie wollten, dass er mit Francesco Capello, dem neu ernannten venezianischen Provveditore in Albanien zusammenarbeitete, wohin sie auch beschlossen, weitere 200 Infanteristen und 100 Artilleristen zu entsenden.
Mit dem Tod Skanderbegs verschwand der Erzbischof von Durrës von der diplomatischen Bühne. Venedig stand nun alleine da und die albanischen Herren traten in Venedig nur noch als abhängige Bittsteller und Flüchtlinge in Erscheinung.
Laut Oliver Jens Schmitt starb Pal I. Engjëll vor dem 24. März 1469, dem Datum einer Eingabe nicht vom Erzbischof Pal I. Engjëll, sondern von Gjon Strez Maramonte (bekannt als Balšić), dem ehemaligen Herrn von Misia, in der die Grenzen des Staates Skanderbeg festgelegt wurden.
Der neue Erzbischof von Durrës wurde am 5. Mai 1469 Nikolaus (Barbuti).

## Familienverhältnisse
- Andrea I. († 1451) ⚭ Dona Thia (Dorothea)
  - Pal I.
  - Pjetër I. (ital. Pietro, * 1435; † 1511) ⚭ Lucia Span[Anm. 26], die Tochter von Alexis Span, Herr von Drisht[56]
    - Alessio († vor 1545 im Krieg gegen die Osmanen)
    - Paolo II. († 1573), Pfarrer von Briana, Fraktion von Noale
    - Giovanni Demetrio († 1571) ⚭ Francesca Magna
      - Pietro II. (1592) Bevulla ⚭ Lucrezia Bevulla (lat. Bevulca)
      - Giovanni Andrea (*20 mar 1569; † 1592)
      - Giacomo Antonio († nach 1610)

    - Andrea II. († 1581)
    - Girolamo I. (Geronimo; † 1591) ⚭ Orsola (Ursula) Bini (oder Baruzzi)
      - Michele Leone Salvatore (* 25. Februar 1557; † 14. Juli 1623) ⚭ Lucietta Micheli († 1614)
      - Leone † (1591)
      - Pietro III.
      - Andrea III. (* 29. Juni 1578; † 1644) ⚭ ?[Anm. 27]
        - Girolamo II. ⚭ ?
          - Laura († 1756)

        - Pietro IV. (starb jung)
        - Giovanni Andrea († 8. April 1703) ⚭ ? Mandicardi